# آرشي ميلر (طيار)
آرشي ميلر (بالإنجليزية: Archie Miller)‏ هو طيار أمريكي، ولد في 23 سبتمبر 1878 في Fort Sheridan, Illinois ‏ في الولايات المتحدة، وتوفي في 28 مايو 1921 في Morgantown, Maryland ‏ في الولايات المتحدة.